# Arcturocheres pulchripes
Arcturocheres pulchripes är en kräftdjursart som beskrevs av Hansen 1916. Arcturocheres pulchripes ingår i släktet Arcturocheres och familjen Cabiropidae.
Artens utbredningsområde är havet kring Island. Inga underarter finns listade i Catalogue of Life.